# Viñales
Viñales är en ort i Kuba.   Den ligger i provinsen Provincia de Pinar del Río, i den västra delen av landet, 150 km väster om huvudstaden Havanna. Viñales ligger 148 meter över havet och antalet invånare är 27 129.
Terrängen runt Viñales är platt åt sydost, men åt nordväst är den kuperad. Runt Viñales är det ganska glesbefolkat, med 42 invånare per kvadratkilometer. Viñales är det största samhället i trakten. Omgivningarna runt Viñales är en mosaik av jordbruksmark och naturlig växtlighet.